# ThinkPad A
ThinkPad Aシリーズ（シンクパッド エーシリーズ）は、IBMのノートパソコン、ThinkPadブランドの一シリーズ。

## コンセプト
ThinkPad Aシリーズは、デスクトップリプレースメント、ハイパフォーマンスをコンセプトとし、Gシリーズ登場により廃止されるまで、ThinkPadの最上位シリーズだった。
基本的に3スピンドル、大画面液晶搭載でTやRシリーズに足りない物をすべて補っていた様である。
ちなみに、A30pのキャッチコピーは『できないことは何もない、とすら思える』である。

## ThinkPad A2x系統
ThinkPad A2xシリーズはインテル社製CPU、MobilePentium IIIの600MHz - 1.0GHz、またはMobileCeleronの500Mhz - 900Mhzを搭載していた。大型の筐体の3スピンドルモデルと小ぶりな2スピンドルモデルが存在し、i-Series1800系はこれらの派生モデルである。
また、2スピンドルモデルの筐体はT2x系と基本設計が同じで、一部を除いたパーツに互換性がある。

### ラインナップ
- A20m,A20p
- A21m,A21p,A21e
- A22m,A22p,A22e
- i-Series1800

## ThinkPad A3x系統
ThinkPad A3xシリーズはインテル社製CPU、Pentium III-Mの933Mhz - 1200Mhz（A30系列）、またはPentium 4の1.4Ghz - 2.0Ghz（A31系列）を搭載していた。なお、廉価版として14インチ液晶を装備したCeleronモデルも存在していた。
大型の筐体に二基のウルトラベイ装備と拡張性が高く、最上位機種のpモデルではUXGAの15インチ液晶を搭載し、デスクトップパソコンに迫るハイパフォーマンスを誇った。

### ラインナップ
- A30,A30p
- A31,A31p